# Mundżak indyjski
Mundżak indyjski, mundżak (Muntiacus muntjak) – gatunek ssaka z rodziny jeleniowatych zamieszkujący w Indiach, na półwyspie Indochońskim i archipelagu Sundajskim. 

## Nazewnictwo
W polskiej literaturze zoologicznej gatunek Muntiacus muntjak był oznaczany nazwą „mundżak”. W wydanej w 2015 roku przez Muzeum i Instytut Zoologii Polskiej Akademii Nauk publikacji „Polskie nazewnictwo ssaków świata” gatunkowi nadano nazwę „mundżak indyjski”, rezerwując nazwę „mundżak” dla rodzaju tych ssaków.

## Występowanie i biotop
Mundżak występuje w subtropikalnych lasach na południowym wschodzie Azji (Indie, półwysep Indochiński i archipelag Sundajski). Zasiedla lasy deszczowe i monsunowe oraz gęste zarośla, zwykle w pobliżu źródeł wody. Zidentyfikowano kilkanaście podgatunków, klasyfikacja  jest jednak niepewna, przede wszystkim ze względu na krzyżówki międzygatunkowe. Mundżaki z Indii i Chin zostały wprowadzone do południowej Anglii w latach trzydziestych XX wieku, we Francji próby takie czynione były wielokrotnie (w latach 1891, 1953 i dalszych). Dokonywano introdukcji do lasów o gęstej roślinności. We Francji i Belgii mundżaki nie występują już w stanie naturalnym, posiadają je tylko niektóre zwierzyńce lub ogrody zoologiczne. Natomiast populacja w Wielkiej Brytanii nadal się utrzymuje, ich zasięg występowania powiększył się nawet na północ i wschód. W Europie nie występują inne populacje mundżaków w stanie dzikim.

## Charakterystyka ogólna
| Podstawowe dane         | Podstawowe dane |
| ----------------------- | --------------- |
| Długość ciała           | 89–135 cm       |
| Wysokość w kłębie       | 40–65 cm        |
| Długość ogona           | 13–23 cm        |
| Masa ciała              | 15–35 kg        |
| Dojrzałość płciowa      | ok. 1 roku      |
| Ciąża                   | ok. 180 dni     |
| Liczba młodych w miocie | 1               |
| Długość życia           |                 |

### Wygląd
Mundżaki indyjskie mają krótkie kończyny i długi tułów. Samce posiadają krótkie (do 15 cm) poroże oraz wystające górne kły i są przeważnie większe od samic. Sierść szarobrunatna, krótka, spodem jaśniejsza. Na głowie występuje jaśniejsze ubarwienie na czole i wokół oczu. Długim językiem sięgają do kącików oczu.

### Tryb życia
Gatunek wszystkożerny – zjadają rośliny, jaja ptaków i małe zwierzęta. Samica rodzi zwykle jedno, rzadziej dwa młode, które przebywają z nią do ok. 6 miesięcy. Dorosłe osobniki, poza okresem godowym, prowadzą samotniczy tryb życia.
Przed objęciem ochroną mundżaki indyjskie były poławiane dla mięsa.

## Kariotyp
Garnitur chromosomowy mundżaka indyjskiego tworzy najmniejsza, z odnotowanych u ssaków, liczba chromosomów (2n=6, 7). 7 u samców a 6 u samic

### Rozmnażanie
U mundżaków brak jest sprecyzowanego okresu rui. Ponowna kopulacja występuje w kilka dni po porodzie. Samice mogą w ten sposób rodzić młode co 7 miesięcy. Bliźnięta zdarzają się rzadko. W  środowisku naturalnym śmiertelność mundżaków jest znaczna. Przyczyną są niesprzyjające warunki klimatyczne, ruch kołowy i wałęsające się psy.